# Maranguape
Maranguape, amtlich Município de Maranguape, ist eine Stadt im brasilianischen Bundesstaat Ceará mit etwa 127.000 Einwohnern.

## Söhne und Töchter der Stadt
- João Marinho Neto (* 1912), Altersrekordler und ältester Mann der Welt
- Alencar (1937–1990), Fußballspieler
- Everton (* 1984), Fußballspieler